# ロブ・ウッドハウス
ロバート・ウッドハウス（Robert Woodhouse, 1966年6月23日 - ）は、オーストラリア・ビクトリア州メルボルン出身の元男子競泳選手。専門は個人メドレー。1984年ロサンゼルスオリンピック400m個人メドレーの銅メダリストであり、オリンピックの個人メドレー種目でメダルを獲得した初のオーストラリア男子選手である。

## 経歴
1984年7-8月、ロサンゼルスで開催されたオリンピックに出場。400m個人メドレー決勝で4分20秒50のオーストラリア新記録（当時）を樹立し、アレックス・バウマン（4分17秒41＝当時世界新記録）、リカルド・プラド（4分18秒45＝当時南米新記録）に次いで銅メダルを獲得した。これはオリンピック個人メドレー種目でオーストラリア男子選手が獲得した初のメダルであり、2021年の東京オリンピック400m個人メドレーでブレンドン・スミスが銅メダルを獲得するまでの間、唯一のメダリストだった。
1990年に現役を引退した。
1996年、オーストラリアンフットボールのスター選手だったクレイグ・ケリーと共にタレントマネジメント会社「Elite Sports Properties」を設立。2015年にTLAワールドワイドへ会社を売却したが、売却後も事業に関わり続けた。今までにスーザン・オニール、マイケル・クリム、シェーン・グールド、エマ・マキーオン、アダム・ピーティーなどといった競泳選手のマネジメントを手掛けてきた。
2019年、ISLに所属するロンドンロアのGMに就任。2019年、2020年、2021年の3シーズン指揮した後に辞任した。
2022年8月6日、がん研究を支援する慈善団体の資金集めなどを目的に56歳にしてイギリス海峡横断に挑戦し、10時間45分で無事泳ぎ切った。オーストラリアの元オリンピアンとしてはリンダ・マギルに次ぐ史上2人目の快挙であり、オーストラリアのオリンピックメダリストしては史上初の快挙となった。また、全ての国のオリンピックメダリストを含めると、イギリスのビル・バージェス、女性初のイギリス海峡横断達成者であるアメリカのガートルード・エダール、デンマークのグレタ・アンデルセン、アメリカのジョン・キンセラに次ぐ史上5人目の快挙となった。
2024年4月、オーストラリア水泳連盟のCEOに就任した。

## 家族
姉のスージー・ウッドハウス、甥のデビッド・マキーオン、姪のエマ・マキーオン、義兄のロン・マキーオンも競泳の国際大会で活躍した実績を持つ、オーストラリアを代表する競泳一家。姉のスージーはコモンウェルスゲームズのファイナリスト（5位）、甥のデビッドと義兄のロンはオリンピックのファイナリスト（最高成績は個人種目がデビッド7位・ロン5位、リレー種目が共に4位）、姪のエマはオリンピックの金メダリスト。また、父のトニー・ウッドハウスは代表選考委員会を長年務めた。

## 主要国際大会の成績
世界水泳連盟のウェブサイトなど参照
| 年                 | 大会                   | 場所               | 種目               | 結果               | 記録               | 備考               |
| オーストラリア代表 | オーストラリア代表     | オーストラリア代表 | オーストラリア代表 | オーストラリア代表 | オーストラリア代表 | オーストラリア代表 |
| ------------------ | ---------------------- | ------------------ | ------------------ | ------------------ | ------------------ | ------------------ |
| 1982               | コモンウェルスゲームズ | ブリスベン         | 200m個人メドレー   | 7位                | 2分10秒29          |                    |
| 1982               | コモンウェルスゲームズ | ブリスベン         | 400m個人メドレー   | 8位                | 4分37秒17          |                    |
| 1984               | オリンピック           | ロサンゼルス       | 200m個人メドレー   | B決勝1位           | 2分04秒86          |                    |
| 1984               | オリンピック           | ロサンゼルス       | 400m個人メドレー   | 銅メダル           | 4分20秒50          | オーストラリア記録 |
| 1985               | パンパシフィック選手権 | 東京               | 200m個人メドレー   | 銀メダル           | 2分05秒62          |                    |
| 1985               | パンパシフィック選手権 | 東京               | 400m個人メドレー   | 4位                | 4分26秒81          |                    |
| 1985               | パンパシフィック選手権 | 東京               | 4x200mフリーリレー | 銅メダル           | 7分35秒74          |                    |
| 1985               | ユニバーシアード       | 神戸               | 400m個人メドレー   | 銀メダル           | 4分20秒76          |                    |
| 1986               | コモンウェルスゲームズ | エディンバラ       | 200m背泳ぎ         | 予選10位           | 2分06秒86          |                    |
| 1986               | コモンウェルスゲームズ | エディンバラ       | 200m個人メドレー   | 銀メダル           | 2分04秒19          |                    |
| 1986               | コモンウェルスゲームズ | エディンバラ       | 400m個人メドレー   | 銀メダル           | 4分22秒51          |                    |
| 1986               | 世界選手権             | マドリード         | 200m背泳ぎ         | 予選18位           | 2分06秒96          |                    |
| 1986               | 世界選手権             | マドリード         | 200m個人メドレー   | B決勝1位           | 2分05秒81          |                    |
| 1986               | 世界選手権             | マドリード         | 400m個人メドレー   | B決勝1位           | 4分22秒26          |                    |
| 1987               | ユニバーシアード       | ザグレブ           | 200m個人メドレー   | 銀メダル           | 2分05秒40          |                    |
| 1987               | ユニバーシアード       | ザグレブ           | 400m個人メドレー   | 金メダル           | 4分22秒90          |                    |
| 1987               | パンパシフィック選手権 | ブリスベン         | 400m個人メドレー   | 銀メダル           | 4分18秒05          |                    |
| 1988               | オリンピック           | ソウル             | 200m個人メドレー   | 予選17位           | 2分05秒87          |                    |
| 1988               | オリンピック           | ソウル             | 400m個人メドレー   | B決勝6位           | 4分26秒14          |                    |
| 1990               | コモンウェルスゲームズ | オークランド       | 200m背泳ぎ         | 予選4位            | 2分07秒14          |                    |
| 1990               | コモンウェルスゲームズ | オークランド       | 200m個人メドレー   | 4位                | 2分04秒35          |                    |
| 1990               | コモンウェルスゲームズ | オークランド       | 400m個人メドレー   | 銀メダル           | 4分21秒79          |                    |

## 自己ベスト
世界水泳連盟のウェブサイト参照
| 種目             | 記録      | 日付          | 大会                   | 場所         | 備考   |
| 長水路           | 長水路    | 長水路        | 長水路                 | 長水路       | 長水路 |
| ---------------- | --------- | ------------- | ---------------------- | ------------ | ------ |
| 200m個人メドレー | 2分04秒19 | 1986年7月25日 | コモンウェルスゲームズ | エディンバラ |        |
| 400m個人メドレー | 4分18秒05 | 1987年8月14日 | パンパシフィック選手権 | ブリスベン   |        |